# Никарагуанцы

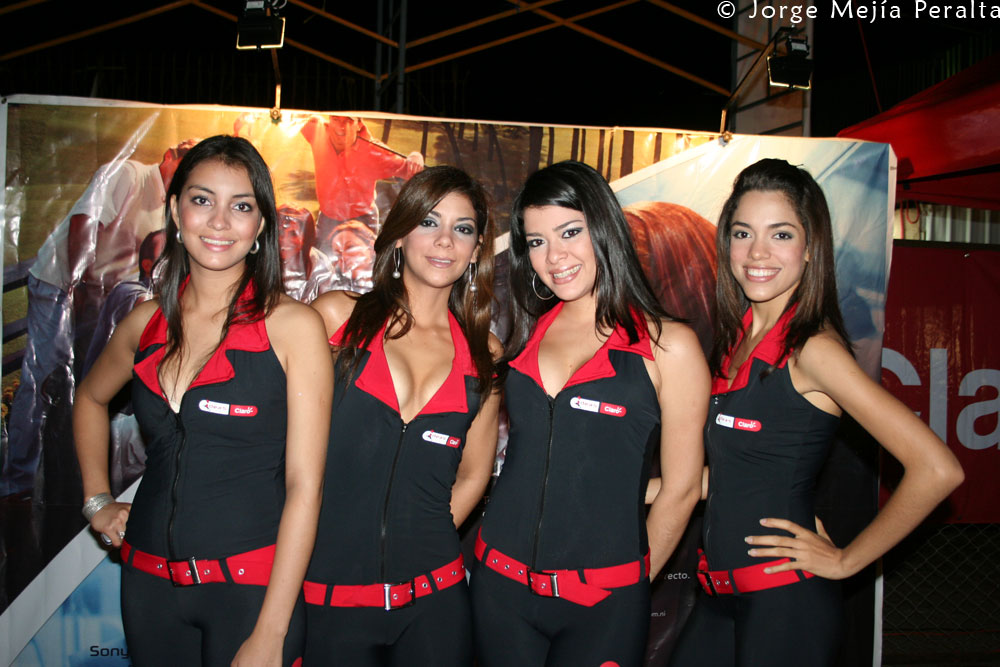
Никарагуанские девушки на концерте в Манагуа.

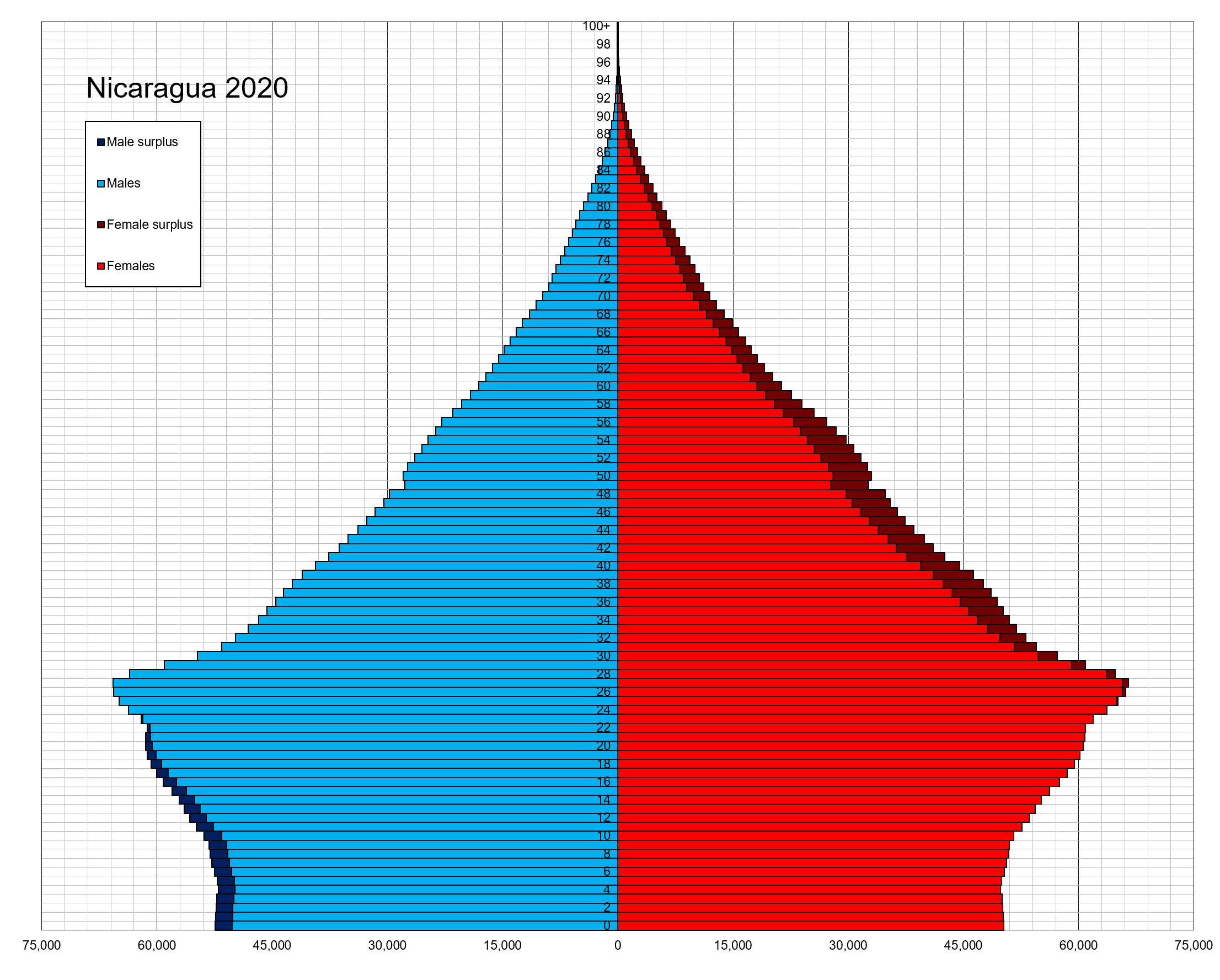
Возрастно-половая пирамида населения Никарагуа на 2020 год

Никарагуанцы — народ, основное население Никарагуа, составляет 87 % населения страны (на 2007 год). Кроме этнических никарагуанцев, эту страну населяют также различные индейские народы семьи макро-чибча, а также ямайцы и антильянос. В некоторых источниках «никарагуанцами» также именуется всё население Никарагуа.

## Этнография и расселение
Никарагуанцы являются потомками испанских переселенцев XVI—XX веков, смешавшихся с аборигенами-индейцами (мискито, сумо, рама и др.) и с неграми. Антропологически 68-75 % из них — метисы, 10-17 % — креолы и европейцы, то есть потомки не смешавшихся с индейцами выходцев из Испании, Германии, Италии, других стран Европы. Метисы и креолы сосредоточены в основном на западе страны.
Негры, мулаты и самбо (в основном ямайцы и представители англоязычных групп Малых Антильских островов, так называемые «антильянос») — 10 %, сконцентрированы на Москитовом берегу, они составляют наибольшую часть населения в городах Блуфилдс, Пуэрто-Кабесас и Сан-Хуан-дель-Норте. Этот район был длительное время протекторатом Великобритании.
Индейцы в настоящее время не образуют компактных групп, и их численность неуклонно уменьшается. Так, в 1825 году они составляли 40 % жителей, к 2007 году их доля упала до 5 %. Мискито (вместе с выходцами из Вест-Индии и их потомками) живут по побережью Карибского моря и по впадающим в него рекам. К западу и северу от них, по берегам рек расселены сумо и ульва. Индейцы рама обитают южнее сумо близ залива Блуфилдс. Отдельные группы индейцев (шинка, матагальпа, а также гарифуна, являющиеся смешанной индейско-негритянской группой), встречаются и в западных районах страны, в департаментах Гранада, Масайя, Манагуа, Леон и Чинандега. Около 1 % составляют потомки переселенцев из Азии, в основном арабов и китайцев.
Около 1 млн. никарагуанцев постоянно проживает за границей, преимущественно в США и Коста-Рике.

## Лингвистика
Государственный язык — испанский. Никарагуанцы говорят на региональном варианте испанского языка, которым пользуются также индейцы, расселённые на западе страны (они уже в значительной степени утратили свои родные языки). Все остальные индейцы, кроме своих родных языков, знают вест-индский диалект английского языка. Этот же диалект распространён и среди населения африканского и смешанного происхождения на востоке страны. Англоязычное влияние в известной мере прослеживается и в области культуры.

## Религия
Подавляющая часть населения исповедует католичество. Выходцы из Вест-Индии — в основном протестанты. Значительную долю среди них составляют моравские братья.